# سلام جوگر
سلام جاگر (به انگلیسی: The Salute of the Jugger) یا خون قهرمانان (به انگلیسی: The Blood of Heroes) فیلمی محصول سال ۱۹۸۹ و به کارگردانی دیوید پیپلز است. در این فیلم بازیگرانی همچون روتخر هاور، جوآن چن، وینسنت دن آفریو، دلروی لیندو، آنا کاتارینا، هیو کیز-برن و ریچارد نورتون ایفای نقش کرده‌اند.

## داستان
در جهانی ویران‌شده که بر اثر جنگ‌های فراموش‌شدهٔ قرن بیستم به این روز افتاده، بیشتر مردم برای زنده ماندن در سکونت‌گاه‌هایی به‌نام «شهرهای بازاری» یا «شهرهای سگی» روزگار می‌گذرانند. آن‌ها با کاشت محصولات مقاوم، پرورش سگ برای خوراک، و دادوستد اشیای باقی‌مانده از گذشته، به‌سختی معاش خود را تأمین می‌کنند.
تنها سرگرمی واقعی مردم، ورزشی خشن و بی‌رحم به‌نام بازی جاگر است. این بازی را گروه‌هایی سیار از بازیکنان موسوم به «جاگرها» انجام می‌دهند که به شهرهای محلی رفته و تیم‌های بومی را به چالش می‌کشند. آن‌ها را می‌توان ورزشکاران حرفه‌ای به‌شمار آورد، زیرا در صورت پیروزی از سوی مردم شهر پاداش می‌گیرند. جایزهٔ آنان جمجمهٔ سگی است که نماد تیم شهر محسوب می‌شود. در این بازی، دو تیم پنج‌نفرهٔ زره‌پوش می‌کوشند جمجمهٔ سگ را به دروازهٔ تیم رقیب برسانند. یک بازیکن بدون سلاح به‌نام «سریع» وظیفهٔ حمل جمجمه را بر عهده دارد و هم‌تیمی‌هایش از او در برابر حملات تیم مقابل محافظت می‌کنند.
با این حال، همه در این زمانه به این تنگدستی زندگی نمی‌کنند. در ژرفای زمین، نه شهر وجود دارد که محل اقامت اشراف‌زادگان ثروتمند است. هر یک از این نه شهر تیمی از جاگرها دارد که در قالب نهادی به‌نام «لیگ» شرکت می‌کنند. بازیکنان جدید این لیگ از میان کهنه‌سربازان بازی‌های «شهرهای سگی» انتخاب می‌شوند؛ آن‌هایی که کلکسیونی از جمجمه‌های افتخاری دارند.
اعضای لیگ در سطحی از رفاه زندگی می‌کنند که با اشراف‌زادگان برابری می‌کند. رؤیای همهٔ جاگرهای سیار این است که آن‌قدر خوب بازی کنند که توجه لیگ را جلب کرده و به زندگی مرفه بازیکنان لیگ دست یابند.
اعضای این تیم عبارت‌اند از: سالو (روتخر هاور)، پسر سگ (جاستین مونجو), مبولو (دلروی لیندو), بیگ سیمبر (آنا کاترینا), و یانگ گار (وینسنت دن آفریو).
سالو، رهبر تیم، پیش‌تر در لیگ نه شهر بازی کرده، اما به‌دلیل رابطه‌اش با دختر یکی از اربابان از لیگ اخراج شده است. «کیدا» (جوآن چن), دختری بلندپرواز از طبقهٔ فرودست، پس از نمایش درخشانش در یکی از بازی‌های شهر سگی، به تیم می‌پیوندد. او و گار الهام‌بخش سالو می‌شوند تا لیگ را به چالش بکشد و گذشته‌اش را پاک کند.
اما کیدا و گار نمی‌دانند که بازی‌های لیگ تنها برای افتخار و پیروزی نیست، بلکه باید برای بقا بجنگند. در نه شهر، این بازی بسیار سخت‌تر و بی‌رحمانه‌تر انجام می‌شود.
پس از پذیرش چالش، تیم باید با برترین بازیکنان لیگ روبه‌رو شود. اعضای تیم لیگ مأموریت یافته‌اند که سالو را از میدان خارج کرده و کل تیم را نابود کنند. با این حال، کیدا می‌تواند در برابر بازیکن سریع تیم لیگ دوام بیاورد و بیگ سیمبر با وجود جراحت شدید زنده می‌ماند.
تیم که توانسته دور نخست را، کاری که هیچ تیم چالش‌گری تاکنون نکرده، پشت سر بگذارد، باید به دور دوم برود؛ آن هم در حالی که بیگ سیمبر دیگر قادر به بازی نیست. در این شرایط، مدیر تیم یعنی «گاندی» موافقت می‌کند که خودش وارد زمین شود.
گاندی موفق می‌شود یکی از بازیکنان لیگ را مغلوب کند و تیم، در اقدامی بی‌سابقه، تیم لیگ را شکست می‌دهد. سالو از کیدا می‌خواهد که «راه برود» و جمجمه را روی تیر دروازه بگذارد، در حالی که جمعیت با هیجان فریاد می‌زنند.
پس از مسابقه، نمایندگان لیگ به‌سراغ کیدا می‌آیند. در نسخهٔ بین‌المللی فیلم، کیدا و گار را می‌بینیم که در لیگ بازی می‌کنند و برنده می‌شوند، در حالی که سالو و دیگر اعضای تیم به بازی در سرزمین‌های ویران‌شده بازگشته‌اند.